# Kiedsom
Kiedsom est une localité située dans le département de Boulsa de la province du Namentenga dans la région Centre-Nord au Burkina Faso. 

## Histoire
En 2015, le village est bénéficiaire d'un projet de récupération de terres dégradées et de couvert végétal sur environ 100 ha, avec notamment la restauration de 4 ha de bosquets et un reboisement par 50 000 plants (avec un taux de survie de 50 %).

## Éducation et santé
Le centre de soins le plus proche de Kiedsom est le centre de santé et de promotion sociale (CSPS) de Boulsa tandis que le centre médical avec antenne chirurgicale (CMA) de la province se trouve à Boulsa.
Kiedsom possède une école primaire publique.